# 남런던 더비
남런던 더비는 런던 남부 지역을 연고로 한 찰턴 애슬레틱 FC나 크리스털 팰리스 FC, 밀월 FC, AFC 윔블던 중 두 팀 사이에서 열리는 축구 더비이다.

## 같이 보기
- 런던 더비
- 북런던 더비